# Crkva Majke Božje Žalosne u Kostanjevcu
Crkva Majke Božje Žalosne je crkva u mjestu Kostanjevac u općini Žumberak, zaštićeno kulturno dobro.

## Opis dobra
Crkva Majke Božje Žalosne smještena je na uzvisini iznad naselja Kostanjevac. Građena je u drugoj pol. 17. st. o čemu svjedoči godina 1672. uklesana na kapitelima dovratnika glavnog portala. Bila je to mala kapela s drvenim tornjićem nad vratim kada je krajem 19. st. obnovljena, a godina obnove 1899. upisana je na kapi zvonika. Crkva je jednobrodna građevina pravokutna tlocrta s užim pravokutnim svetištem i zvonikom iznad glavnog pročelja. Lađa je svođena bačvastim svodom, a svetište polukalotom. Unutrašnjost je oslikana u secesijskom stilu. Kapela Majke Božje Žalosne spada u red vrednijih ostvarenja žumberačkog kraja a njenoj važnosti doprinosi izvanredan položaj u pejzažu.

## Zaštita
Pod oznakom Z-1893 zavedena je kao nepokretno kulturno dobro - pojedinačno, pravna statusa zaštićena kulturnog dobra, klasificirano kao "sakralna graditeljska baština".